# Montchevrel
Montchevrel település Franciaországban, Orne megyében. Lakosainak száma 233 fő (2022. január 1.). Montchevrel Courtomer, Sainte-Scolasse-sur-Sarthe, Boitron, Le Chalange, Laleu, Le Ménil-Guyon, Saint-Aubin-d’Appenai és Saint-Germain-le-Vieux községekkel határos.

## Népesség
A település népességének változása:
| Lakosok száma | 232  | 236  | 241  | 234  | 228  | 222  | 221  | 223  | 233  |
|               | 2013 | 2015 | 2016 | 2017 | 2018 | 2019 | 2020 | 2021 | 2022 |